# Union progressiver Juden in Deutschland
Die Union progressiver Juden in Deutschland (UpJ) ist der Dachverband von mehrheitlich reformjüdischen Gemeinden und Organisationen in Deutschland. Sie ist seit dem 30. September 2015 eine Körperschaft des öffentlichen Rechts mit Sitz in Bielefeld. Ihr gehören 26 Gemeinden sowie drei Organisationen mit insgesamt 5200 Mitgliedern an. Sie ist Mitglied der „Weltunion für progressives Judentum“, Vorsitzende ist Irith Michelsohn.

## Geschichte
Begünstigt durch die Zuwanderung von Juden aus Nachfolgestaaten der Sowjetunion seit Anfang der neunziger Jahre entstand in den schnell wachsenden Einheitsgemeinden das Bedürfnis nach Alternativen zum üblicherweise orthodox geprägten Gottesdienst. Ab 1995 gründeten sich an einigen Orten liberale Minjanim und Gemeinden. Kennzeichnend für sie sind: gestraffte Liturgie, Gebetstexte in egalitärer Sprache mit muttersprachlichen Anteilen, Aufhebung der Geschlechtertrennung im Gottesdienst und Gleichberechtigung von Männern und Frauen im Ritus. Erster überregionaler Treffpunkt dieser Bewegung war von 1995 bis 2002 die Evangelische Akademie Arnoldshain im Taunus.
Im Juni 1997 wurde dann die UpJ in München gegründet und 1999 ins Vereinsregister von Hannover eingetragen. Gründungsvorsitzender der UpJ als eingetragener Verein war Jan Mühlstein, der im Juli 2011 aus dem Amt schied. Zuvor hatten Micha Brumlik (1997) und Michael Lawton (1997–1999) dieses Amt inne. Während ihrer Amtszeit führte die UpJ noch die Bezeichnung Union progressiver Juden in Deutschland, Österreich und der Schweiz.
Im Herbst nach der Gründung der UpJ publizierten die Rabbiner Jonathan Magonet und Walter Homolka das erste Gebetbuch (Siddur und Machsor) Seder ha-Tefillot. 1998 erschien unter der Ägide von Rabbiner Michael Shire eine Pessach-Haggada. In den Jahren 1999–2004 übersetzte Annette M. Böckler den Torakommentar von Gunther Plaut ins Deutsche. Seit 2015 erscheinen die Bücher der Hebräischen Bibel in der Übersetzung von Rabbiner Ludwig Philippson, revidiert durch Rabbiner Walter Homolka, Hanna Liss und Rüdiger Liwak.
Der Zentralrat der Juden in Deutschland verhielt sich gegenüber der UpJ in den ersten Jahren abweisend. Er beharrte auf dem Prinzip der Einheitsgemeinde und betonte seinen politischen Alleinvertretungsanspruch für die jüdische Gemeinschaft in Deutschland. 
Im November 2000 eröffnete mit dem Abraham-Geiger-Kolleg an der Universität Potsdam ein eigenes, wissenschaftlich orientiertes liberales Rabbinerseminar als An-Institut der Universität Potsdam. Im Herbst 2001 gründeten junge jüdische Erwachsene aus liberalen Gemeinden die Jugendorganisation Jung und Jüdisch Deutschland, ein Mitglied der weltweiten jüdisch-progressiven Jugendbewegung Tamar Olami. 
Nachdem das Bundesverwaltungsgericht in einer Grundsatzentscheidung liberale Gemeinden anderen jüdischen Gemeinden gleichgestellt hatte, zeichnete sich eine Neuorientierung im Verhältnis zum Zentralrat ab. Zwar kam es zunächst noch zu einer heftigen Auseinandersetzung um den Staatsvertrag, den die Bundesregierung am 27. Januar 2003 mit dem Zentralrat geschlossen hatte. Hauptstreitthema war die Verteilung der damit verbundenen Fördergelder. Seit Sommer 2004 entspannte sich das Verhältnis zwischen Zentralrat und Union zusehends. Jüdische liberale Gemeinden werden seitdem an Programmen und Projekten des Zentralrats und der Zentralwohlfahrtsstelle der Juden in Deutschland beteiligt und können dort auch Teilnehmer stellen. 
Den Rahmen für die Kinder- und Jugendarbeit der Unionsgemeinden bildet UPJ Netzer (vormals Jung und Jüdisch junior) und ist vernetzt mit der internationalen Organisation Netzer Olami. Im Mai 2005 wurde in München die progressiv-zionistische Organisation arzenu Deutschland gegründet, die im gleichen Jahr in die Union als Mitgliedsorganisation aufgenommen wurde und damit die zionistischen Werte der UpJ repräsentiert. arzenu Deutschland ist Mitglied in der Zionistischen Organisation in Deutschland und des arzenu-Weltverbandes.
Der Landesverband der Jüdischen Gemeinden von Schleswig-Holstein und der Landesverband der israelitischen Kultusgemeinden von Niedersachsen – beide vereinigen Mitgliedsgemeinden der UpJ und/oder der WUPJ – wurden am 20. November 2005 in den Zentralrat aufgenommen. Einige liberale Gemeinden außerhalb von Schleswig-Holstein und Niedersachsen ringen allerdings auf dem Rechtsweg noch um ihre Anerkennung durch die regionalen Landesverbände jüdischer Gemeinden und ihre Beteiligung an den Staatsverträgen mit den Bundesländern.
Die Mitgliederversammlung beschloss am 16. Juli 2006, sich mit ihren Rabbinern der nicht-orthodoxen Allgemeinen Rabbinerkonferenz Deutschland (ARK) anzuschließen, einer der beiden Rabbinerkonferenzen unter dem Dach des Zentralrates. Über Fragen religionsrechtlicher Natur – vor allem die Anerkennung von Übertritten zum Judentum – trifft künftig dessen Religionsgericht (Beth Din) auch für Gemeinden der Union progressiver Juden verbindliche Entscheidungen.

## Vorsitzende
- 1997: Micha Brumlik
- 1997–1999: Michael Lawton
- 1999–2011: Jan Mühlstein
- 2011–2017: Sonja Guentner
- 2017–2022: Walter Homolka[3]
- seit 2022: Irith Michelsohn[4]

## Positionen der UpJ
Nach einem Urteil des Landgerichts Köln zur Rechtmäßigkeit einer religiös motivierten Beschneidung  eines vierjährigen Jungen im Mai 2012 protestierte die World Union for Progressive Judaism (die nach eigenen Angaben „1,8 Millionen Juden in 45 Ländern und 1.200 Gemeinden auf sechs Kontinenten weltweit vertritt“) gegen das Urteil. (…„drückt ihr Entsetzen und ihre Empörung über die jüngste Entscheidung eines deutschen Gerichts aus … Wir bitten die Gerichte und die Regierung Deutschlands eindringlich, diese Entscheidung zügig wieder rückgängig zu machen und damit die fundamentale Bedrohung, die sie für die Grundfesten unserer religiösen Überzeugungen darstellt.“). Diese Stellungnahme unterschrieben neben drei anderen Funktionären auch Leslie Bergman (European Union for Progressive Judaism) und Sonja Guentner (Union progressiver Juden in Deutschland).
Die Mehrzahl ihrer Mitgliedsorganisationen sind jüdische Richtungsgemeinden, die ausdrücklich ein liberales Judentum oder "progressives Judentum" vertreten, nur einzelne sind jüdische Einheitsgemeinden und damit dem Anspruch verpflichtet, alle religiösen Strömungen unter einem Dach zu vereinigen. 

## Reformgemeinden in Deutschland und Mitglieder der Union progressiver Juden in Deutschland
- Ahrensburg-Stormarn: Jüdische Gemeinde Ahrensburg-Stormarn
- Bad Segeberg: Jüdische Gemeinde Bad Segeberg
- Bamberg: Liberale Jüdische Gemeinde Mischkan ha-Tfila Bamberg
- Berlin: Synagogengemeinde Berlin Sukkat Schalom
- Bielefeld: Jüdische Kultusgemeinde Bielefeld
- Celle: Jüdische Gemeinde Celle
- Elmshorn: Jüdische Gemeinde Elmshorn
- Hamburg: Liberale Jüdische Gemeinde Hamburg
- Hamburg: Reformsynagoge der jüdischen Gemeinde Hamburg
- Kiel: Jüdische Gemeinde Kiel
- Köln: Jüdische Liberale Gemeinde Gescher laMassoret
- Lübeck: Liberale Jüdische Gemeinde Lübeck
- Magdeburg: Jüdische Gemeinde zu Magdeburg
- München: Liberale Jüdische Gemeinde Beth Shalom
- Oberhausen: Liberale Jüdische Gemeinde Ruhrgebiet Perusch
- Pinneberg: Jüdische Gemeinde Pinneberg
- Unna: Jüdische Gemeinde haKochaw für den Kreis Unna
- Wolfsburg: Liberale Jüdische Gemeinde Wolfsburg/Region Braunschweig

Mitglieder der UpJ sind weitere jüdische Organisationen:
- Das Abraham Geiger Kolleg: Potsdam
- Die Stiftung Liberales Judentum Hannover
- Arzenu: Unser Land - Bund progressiver Zionisten in Deutschland e. V.

## Reformgemeinden in Österreich
- Wien: Jüdische Liberale Gemeinde Or Chadasch (assoziiertes Mitglied)

## Reformgemeinden in Luxemburg
- Esch sur Alzette: Liberal Jewish Community of Luxemburg (assoziiertes Mitglied)

## Israel Jacobson Preis
Um Meilensteine des liberalen Judentums zu würdigen, wird im Gedenken an einen der ersten und bedeutendsten Reformer des Judentums, Israel Jacobson, zweijährlich ein Preis verliehen:
- 2001: Walter Homolka
- 2003: Uri Regev
- 2005: Walter Jacob
- 2007: Henry G. Brandt, William Wolff und Ernst Ludwig Ehrlich
- 2010: Ruth Cohen
- 2012: Leo Hepner und Jan Mühlstein
- 2014: Heiko Maas
- 2016: Joel Oseran
- 2018: Bodo Ramelow
- 2020: Armin Laschet[6]
- 2023: Michael Wolffsohn